# Jacob Elordi
Jacob Nathaniel Elordi (ur. 26 czerwca 1997 w Brisbane) – australijski aktor pochodzenia baskijskiego. Rozpoznawalność przyniosła mu rola Noah Flynna w filmie The Kissing Booth.

## Wczesne lata
Urodził się w Brisbane w Australii jako syn Melissy i Johna Elordi. Ma troje rodzeństwa, dwie siostry - Isabelle i Jalynn oraz młodszego brata Michaela-Benjamina Gainera. Uczęszczał do St. Joseph’s Nudgee College, gdzie rozwinął zainteresowanie aktorstwem. Zaczął występować w produkcjach teatralnych zorganizowanych przez jego szkołę. Jego pierwszym doświadczeniem był musical Seussical, w którym występował jako Kot w kapeluszu. Grał także w rugby.

## Kariera
W 2017 po raz pierwszy pojawił się na dużym ekranie w scenie z filmu Piraci z Karaibów: Zemsta Salazara. W 2018 wystąpił jako Rooster w australijskiej komedii Swinging Safari z Guyem Pearce, Kylie Minogue i Julianem McMahonem, a także zagrał w horrorze The Mortuary Collection z Clancym Brownem. 
11 maja 2018 premierę miał film platformy Netflix The Kissing Booth, gdzie wystąpił z Molly Ringwald jako Noah Flynn, jeden z głównych bohaterów.
W 2022 roku wziął udział w reklamie promującej perfumy marki Hugo Boss.

## Życie prywatne
W latach 2017–2018 spotykał się z aktorką Joey King, z którą grał w komedii romantycznej The Kissing Booth.

## Filmografia
| Rok  | Tytuł                                | Rola               | Uwagi                |
| ---- | ------------------------------------ | ------------------ | -------------------- |
| 2015 | Carpe Liam                           |                    | Film krótkometrażowy |
| 2016 | Max & Iosefa                         | Max                | Film krótkometrażowy |
| 2017 | Piraci z Karaibów: Zemsta Salazara   | St. Martins Marine | Niewymieniony        |
| 2018 | Swingujące wakacje (Swinging Safari) | Rooster            |                      |
| 2018 | The Kissing Booth                    | Noah Flynn         |                      |
| 2018 | The Montuary Collection              | Jake               | Kręcony              |
| 2019 | 2 Hearts                             | Chris              | Kręcony              |
| 2019 | Euforia (Euphoria)                   | Nate               | Serial telewizyjny   |
| 2020 | Mr. Dundee. Powrót                   | Chase              |                      |
| 2020 | The Kissing Booth 2                  | Noah Flynn         |                      |
| 2021 | The Kissing Booth 3                  | Noah Flynn         |                      |
| 2022 | Głęboka woda (Deep Water)            | Charlie De Lisle   |                      |
| 2023 | The Sweet East                       | Ian                |                      |
| 2023 | Saltburn                             | Felix Catton       |                      |
| 2023 | Priscilla                            | Elvis Presley      |                      |
| 2023 | He Went That Way                     | Bobby Falls        |                      |